# The Miracle (filme de 1959)
The Miracle (br: O Milagre) é um filme norte-americano de 1959, do gênero drama, dirigido por Irving Rapper, com roteiro baseado na peça Das Mirakel, de Karl Vollmöller.

## Elenco
- Carroll Baker .... Teresa
- Roger Moore .... capitão Michael Stuart
- Vittorio Gassman .... Guido
- Walter Slezak .... Flaco
- Katina Paxinou .... La Roca
- Dennis King .... Casimir
- Gustavo Rojo .... Córdoba
- Isobel Elsom .... madre superiora
- Carlos Rivas .... Carlitos